# 奧治·拉錫
奧治·拉錫（捷克語：Oldřich Lajsek；1925年2月8日—2001年10月2日），是一位捷克的畫家。他創作了超過3,000幅作品，當中有超過1,800件被私人收藏。 
拉錫在1925年2月8日於一個商人家庭出生, 1944年高中畢業。第二次世界大戰時加入了反對組織對抗納粹統治。二戰後搬到布拉格居住。1946年於布拉加查理大學讀書，並在當時發現他對美術的天賦。 
他加入過很多不同的社團，1960年他創立了「八畫家」的社團，主要目的是幫展覽找場地。1985年獲捷克總統頒發成就獎。 拉錫在2001年10月2日逝世，享年76歲。